# Синантропные организмы

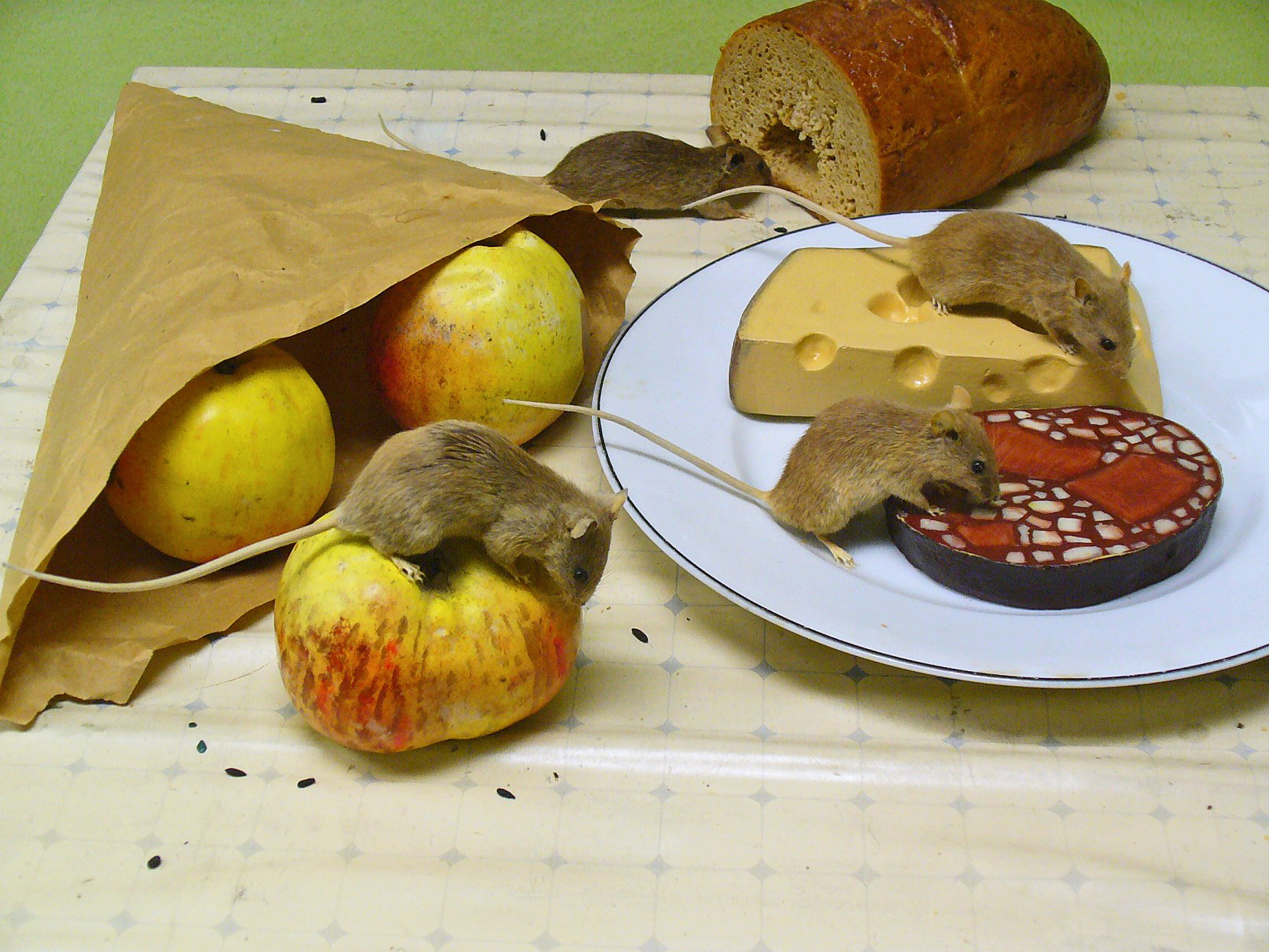
Домовая мышь — облигатный (то есть неспособный выжить без жизнедеятельности человека) синантроп

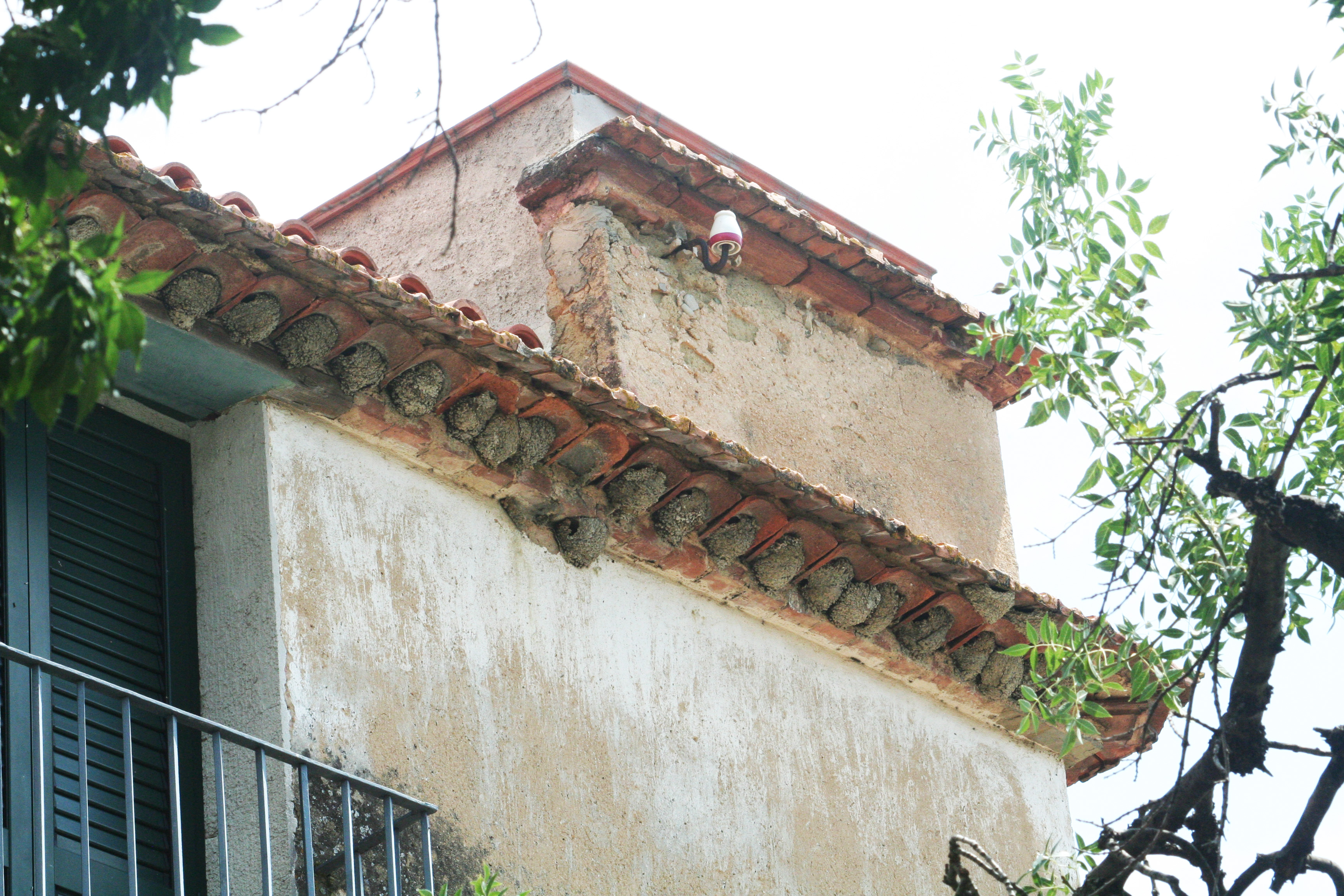
Гнёзда ласточек под карнизом здания

Синантро́пные органи́змы, синантро́пы (от др.-греч. σύν — вместе и ἄνθρωπος — человек) — животные, растения и микроорганизмы, образ жизни которых связан с человеком, его жильём, а также с созданным или видоизменённым им ландшафтом. Следует отличать синантропных животных от одомашненных, а синантропные растения, соответственно, — от культурных.
Одни синантропные организмы — многие беспозвоночные и позвоночные — находят в домах не только убежище и благоприятный микроклимат, но и еду. Другие, например ласточки и стрижи, пользуются постройками только как пристанищами.
Внутренние и наружные паразиты человека, например гельминты, клещи, блохи, комары, мухи, могут быть полными синантропными организмами (если обитают в жилище человека) или частичными синантропными организмами (если обитают вне жилища человека, но в населённом пункте).
Некоторые растения являются постоянными спутниками человека. Они поселяются на возделываемых человеком полях либо вблизи человеческих жилищ. Сюда относятся, например, крапива, дурман, белена, лопух и прочие. Синантропная растительность полей заключает в себе другие виды, такие как, например, различные мари, василёк, куколь, губоцветные (Stachys, Galeopsis) и прочие.

## Виды синантропных организмов
Синантропные организмы можно разделить на две группы:
- Облигатные, которые сильно зависят от человека и за пределами его поселений не живут; они перемещались вместе с людьми во время освоения новых земель и таким образом серьёзно расширили ареал, особенно этому способствовало развитие морского, наземного и воздушного транспорта.

К облигатным организмам относят домовую мышь, серых и чёрных ворон, сизых голубей, домовых воробьёв, клопов, фараоновых муравьёв, рыжих и чёрных тараканов.
- Факультативные (например, обыкновенная полёвка, некоторые мелкие хищники, птицы), которые слабее зависят от человека, стараются избегать населённых пунктов, живут на посевах и посадках.

## Влияние городской среды на отбор и эволюцию
Освоение человеком всё бо́льших территорий, где раньше были леса, вынуждает местную флору и фауну к сожительству с человеком, при этом согласно исследованиям, лишь 25 % местных видов растений и 8 % местных животных способны существовать в городских районах. Многие растения и животные используют для своего места обитания оставшиеся зелёные насаждения. Такие организмы объединяет способность к адаптации к новой среде обитания, или же наличие более крупного мозга у птиц и зверей, позволяющее им вырабатывать новую модель поведения в изменяющейся городской среде.
Городская среда влияет на усиленный отбор среди флоры и фауны, часто приводя к новым адаптациям. Например, у сорнякового растения скерды выделилась новая эволюционная ветвь с тяжёлыми семенами. Изначально семена данного растения пушистые, лёгкие и улетают на дальние расстояния. Тем не менее в городской среде такие семена наверняка приземляются на асфальт, где невозможно прорастание семян, и в результате за 5—12 поколений появилась «городская» популяция скерды с тяжёлыми семенами, которые падают рядом с материнским растением. Также было выявлено, что городские синицы поют на более высокой частоте, нежели их сельские сородичи, так как более высокие звуки лучше слышны на фоне городского шума. Изменения частоты пения заметны и у других городских популяций птиц при адаптации к городскому шуму, например, у серебряной белоглазки.

## Прикорм синантропных зверей и птиц
Некоторые люди в городах специально прикармливают определённых зверей и птиц: бродячих собак, сизых голубей, диких уток, синиц. Кормят остатками от человеческой пищи, но также выпускается специальный корм для кормления городских птиц. Существует довольно распространённое заблуждение, что диких уток нельзя кормить человеческой пищей, в том числе хлебом. Кандидат биологических наук Нина Садыкова предположила, что такое заблуждение произошло из-за неправильно понятого обращения 2008 года представителя британского Королевского общества защиты птиц о том, что хлеб вовсе не представляет собой наиболее полезную пищу для уток.
В некоторых городах запрещено под угрозой наказания (например, штрафа) кормление синантропных птиц, в частности, сизых голубей. Так, по состоянию на 2019 год существовали штрафы за кормление голубей в Венеции и в Магадане. Садыкова отметила, что запреты на кормление диких птиц в европейских парках связаны со следующими причинами: слишком большое количество птиц (что приводит к тому, что они пачкают статуи или фонтаны), либо птиц недостаточно, чтобы съесть весь оставленный людьми прикорм (что приводит к замусориванию парка), либо запрет вызван желанием избежать загрязнения небольших чистых парковых прудов утиным помётом и недоеденным хлебом:

…нет никакой нужды покупать для городских уток какой-то специальный корм. Достаточно собирать и скармливать им, вместо того, чтобы выбрасывать в помойку, подходящие съедобные остатки и излишки: залежавшийся хлеб, оказавшееся невкусным печенье или подпорченную жучком крупу.